# ولادیمیر اسمتانین
ولادیمیر اسمتانین (روسی: Владимир Семенович Сметанин؛ زادهٔ ۱۳ فوریه ۱۹۳۷) وزنه‌بردار اهل شوروی بود.
وی در مسابقات کشوری و بین‌المللی در مجموع برندهٔ ۲ مدال نقره، ۱ مدال برنز شده‌است.